# 国民宮殿 (ドゥシャンベ)
国民宮殿（こくみんきゅうでん、Palace_of_the_Nation、タジク語: Қасри Миллат、タジク式ローマ字表記：  Qasri Millat、ロシア語: Дворец Нации）は、タジキスタン大統領の官邸。
タジキスタンの首都ドゥシャンベ中心部のシリンショ・ショテムール通りに位置している。大統領官邸は、北にドゥシャンベ旗竿、東にルダキ公園、南に独立記念碑、西に ヴァルゾブ川に囲まれている。

## 歴史
宮殿の建設は2000年に開始された。ところが2006年初頭、ドゥシャンベのシナゴーグと地元のミクヴェ（儀式用の浴場）、カシュルートの肉屋、ユダヤ人学校が、新しい宮殿のための場所を作るために政府によって補償なしで破壊されることになった。その後国際的な抗議を受けて、政府は方針を転換し、シナゴーグを現在の場所に再建することを許可すると発表した。しかし、宮殿建設の最終段階で政府はシナゴーグをすべて破壊してしまい、タジキスタンにはシナゴーグが1つしかない状態になってしまった（この結果、タジキスタンのブハラ系ユダヤ人の大半は、タジク政府に対して批判的な見方をするようになった）。

2008年8月にドゥシャンベで開催された上海協力機構首脳会議の前夜に宮殿が完成し、高さ20メートルの柱がある金色のドームの下で首脳会議の行事が部分的に行われた。宮殿の絵はタジキスタンの通貨である500ソモニ紙幣の裏面に印刷されている。2018年9月、ベラルーシのアレクサンドル・ルカシェンコ大統領は宮殿の新しい木造のホールと部屋を訪れた初の外国首脳となった。ルダキ通りにあった旧大統領宮殿（かつてはタジク・ソビエト社会主義共和国の閣僚会議の所在地）は2021年に取り壊された。

## ギャラリー

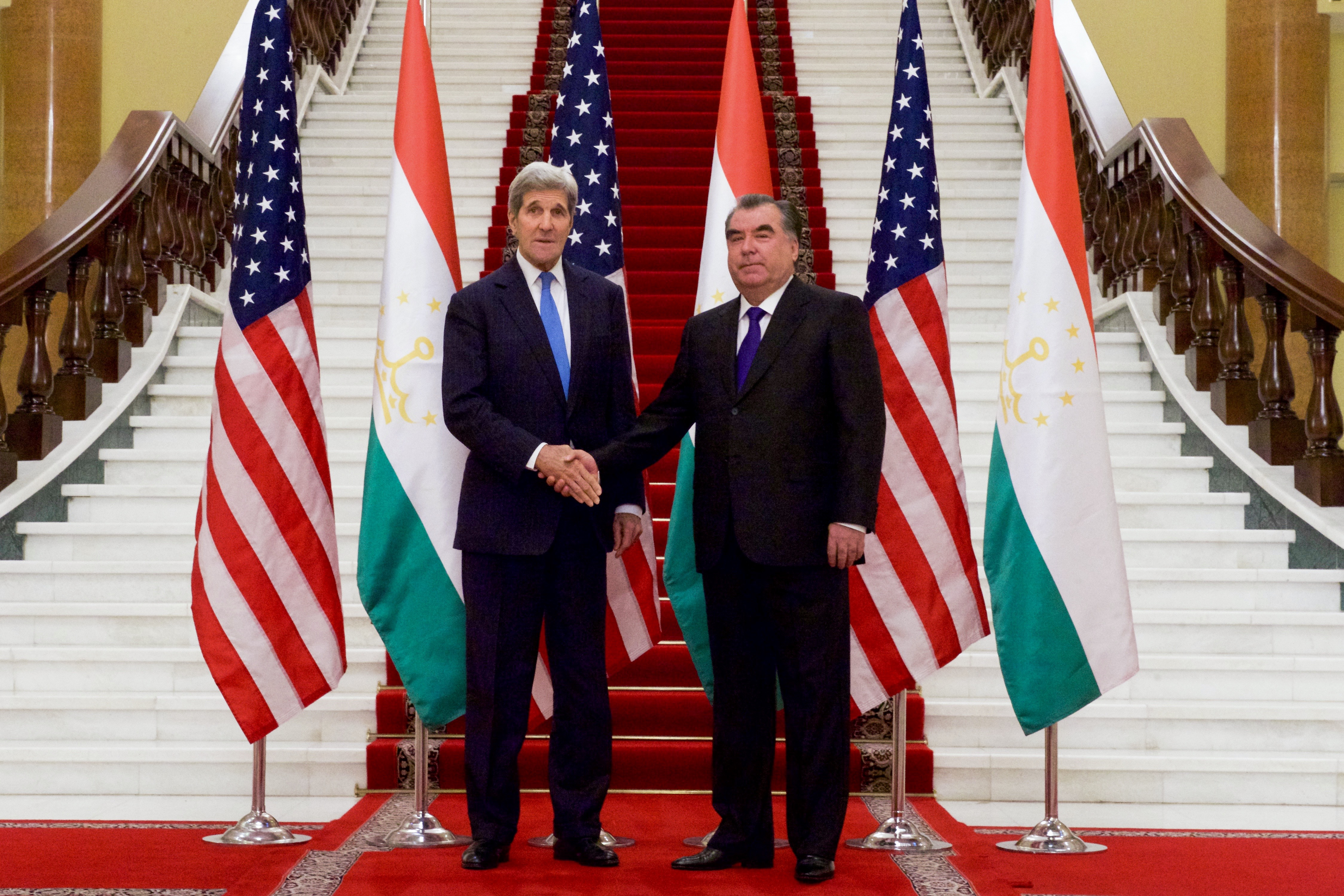
2015年に宮殿で握手するジョン・ケリー米国務長官
インドのナレンドラ・モディ首相が2015年に宮殿で歓迎を受ける
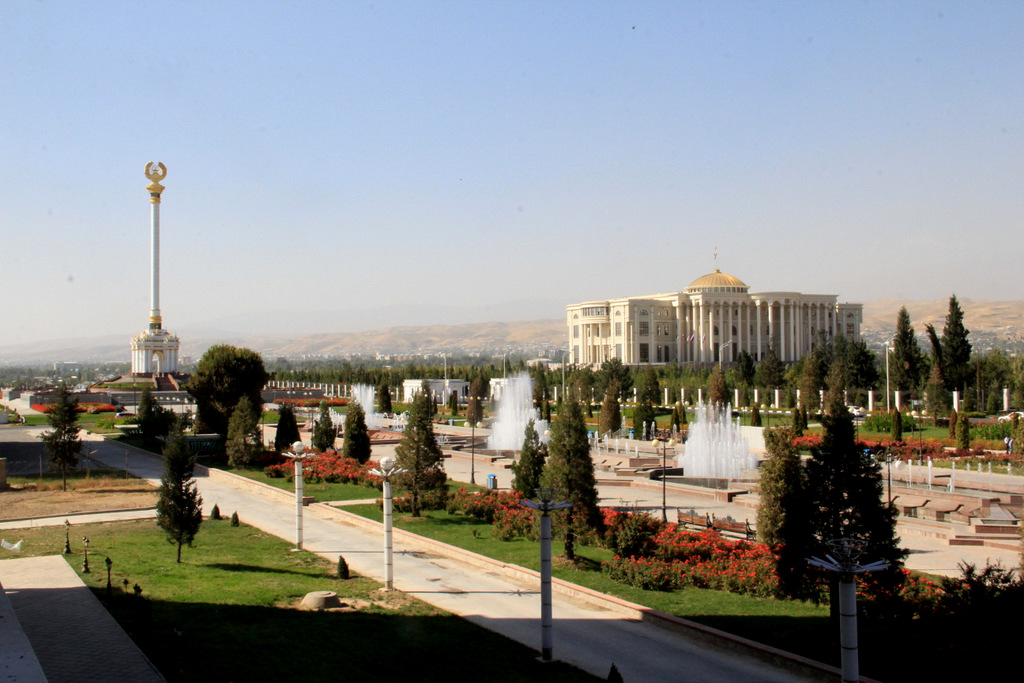
南側の独立記念碑
ルダキ公園から見た国民宮殿
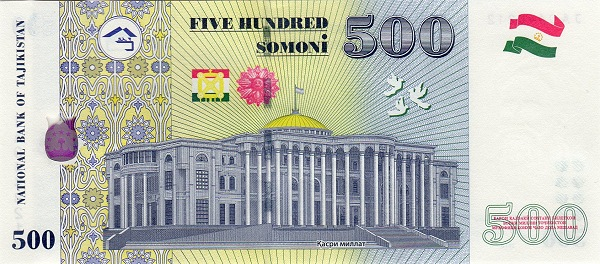
2010年の500ソモニ紙幣。宮殿の絵が描かれている
ルダキ通りの旧大統領官邸。2021年に解体予定